# Mtwara
Mtwara er en by i den sydøstlige del af Tanzania, med et indbyggertal (pr. 2006) på cirka 100.000. Byen er hovedstad i et distrikt af samme navn, og ligger ved kysten til det Indiske Ocean. 
10°16′S 40°11′Ø / 10.267°S 40.183°Ø